# Elecciones parlamentarias de Seychelles de 1983
Las elecciones parlamentarias de Seychelles de 1983 tuvieron lugar el 7 de agosto del mencionado año con el objetivo de renovar los 25 escaños de la Asamblea Popular. Fueron las segundas elecciones parlamentarias celebradas desde la independencia del país africano, así como las quintas desde la instauración del sufragio universal. Se realizaron durante el régimen socialista de partido único encabezado por el Frente Progresista del Pueblo de Seychelles (FPPS), por entonces único partido legal bajo el liderazgo del presidente France-Albert René. Por tanto, todos los candidatos pertenecían a dicha fuerza política. 23 de los 25 escaños fueron elegidos por medio de escrutinio mayoritario uninominal, mientras que otros dos fueron designados por el presidente René después de las elecciones para representar a las Islas Interiores y a las Islas Exteriores.
En las anteriores elecciones, el FPPS había presentado al menos dos candidatos en cada una de las veintitrés circunscripciones electorales, garantizando una débil competitividad dentro del marco del unipartidismo. Sin embargo, en esta instancia, solo treinta candidatos se presentaron en la contienda y diecisiete de estos resultaron electos sin oposición, por lo que la votación no se realizó en dichos distritos. En seis de las circunscripciones más pobladas hubo al menos dos candidatos y por eso tuvo lugar la votación, con sus votos equivaliendo al 59,31% del electorado total registrado.

## Sistema electoral
Todos los ciudadanos seychellenses que tuvieran al menos dieciocho años de edad al día de las elecciones poseían el derecho a voto, quedando descalificados los que fueran declarados mentalmente insanos, las personas condenadas por un delito o los que debieran lealtad a un estado extranjero. Los electores calificados que son miembros del Frente Progresista del Pueblo de Seychelles podían ser candidatos a la Asamblea. El mandato parlamentario es incompatible con los cargos de presidente de la República y Ministro de Gobierno.
Los 23 miembros electos de la Asamblea Popular eran elegidos en distritos uninominales ("áreas electorales") por simple mayoría de votos para un mandato de cuatro años. Las elecciones parciales se llevarían a cabo para cubrir los puestos electivos que quedaran vacantes entre las elecciones generales, a menos que ocurrieran dentro de los seis meses posteriores a la disolución de la Asamblea.